# Bahnstrecke Old Town–Greenville
| Gesellschaft: | CMQR                 |                                                      |                                                      |
| Streckenlänge: | 123,2 km             |                                                      |                                                      |
| Spurweite: | 1435 mm (Normalspur) |                                                      |                                                      |
| |                      |                                                      |                                                      |
| Gleise: | 1                    |                                                      |                                                      |
| \| \| \| \| \| \| \| \| von Bangor \| \| \| \| 0,0 \| Old Town ME \| Old Town ME \| \| \| \| nach Vanceboro \| \| \| \| \| Penobscot River (insg. 3 Brücken) \| \| \| \| \| Strecke Bangor–Milford \| \| \| \| 8,0 \| Pea Cove ME \| Pea Cove ME \| \| \| 13,0 \| Alton ME \| Alton ME \| \| \| \| von Searsport \| \| \| \| 26,0 \| South Lagrange ME \| South Lagrange ME \| \| \| \| nach Packards \| \| \| \| 31,6 \| Lagrange ME \| Lagrange ME \| \| \| ? \| Boyd Lake ME \| Boyd Lake ME \| \| \| 36,6 \| Parkers ME \| Parkers ME \| \| \| 44,8 \| Derby ME (früher Milo Junction) \| Derby ME (früher Milo Junction) \| \| \| \| nach Brownville \| \| \| \| 54,0 \| South Sebec ME \| South Sebec ME \| \| \| 61,5 \| East Dover ME \| East Dover ME \| \| \| 65,0 \| Dover ME BAR Station \| Dover ME BAR Station \| \| \| 66,4 \| Dover-Foxcroft ME Union Station \| Dover-Foxcroft ME Union Station \| \| \| 67,0 \| Foxcroft ME MEC Station \| Foxcroft ME MEC Station \| \| \| \| nach Newport \| \| \| \| 73,5 \| Low’s Bridge ME \| Low’s Bridge ME \| \| \| 77,2 \| Sangerville ME \| Sangerville ME \| \| \| 78,8 \| Guilford ME \| Guilford ME \| \| \| 84,1 \| Abbot Village ME \| Abbot Village ME \| \| \| 88,6 \| Monson Junction ME \| Monson Junction ME \| \| \| \| Monson Railroad (610 mm) \| \| \| \| ? \| Kingsbury ME \| Kingsbury ME \| \| \| 97,1 \| Parrot ME \| Parrot ME \| \| \| 101,3 \| Blanchard ME \| Blanchard ME \| \| \| 104,4 \| Quarry ME \| Quarry ME \| \| \| 112,1 \| Shirley ME \| Shirley ME \| \| \| \| Strecke Brookport–Mattawamkeag (Greenville Junction) \| \| \| \| 123,2 \| Greenville ME \| Greenville ME \| |                      |                                                      |                                                      |
| |                      |                                                      |                                                      |
| Strecke |                      | von Bangor                                           | von Bangor                                           |
| Dienststation / Betriebs- oder Güterbahnhof | 0,0                  | Old Town ME                                          | Old Town ME                                          |
| Abzweig ehemals geradeaus und nach rechts |                      | nach Vanceboro                                       | nach Vanceboro                                       |
| Brücke über Wasserlauf (Strecke außer Betrieb) |                      | Penobscot River (insg. 3 Brücken)                    | Penobscot River (insg. 3 Brücken)                    |
| Kreuzung (Strecken außer Betrieb) |                      | Strecke Bangor–Milford                               | Strecke Bangor–Milford                               |
| Bahnhof (Strecke außer Betrieb) | 8,0                  | Pea Cove ME                                          | Pea Cove ME                                          |
| Bahnhof (Strecke außer Betrieb) | 13,0                 | Alton ME                                             | Alton ME                                             |
| Abzweig ehemals geradeaus und von links |                      | von Searsport                                        | von Searsport                                        |
| Dienststation / Betriebs- oder Güterbahnhof | 26,0                 | South Lagrange ME                                    | South Lagrange ME                                    |
| Abzweig geradeaus und ehemals nach rechts |                      | nach Packards                                        | nach Packards                                        |
| ehemaliger Bahnhof | 31,6                 | Lagrange ME                                          | Lagrange ME                                          |
| ehemaliger Haltepunkt / Haltestelle | ?                    | Boyd Lake ME                                         | Boyd Lake ME                                         |
| ehemaliger Bahnhof | 36,6                 | Parkers ME                                           | Parkers ME                                           |
| Dienststation / Betriebs- oder Güterbahnhof | 44,8                 | Derby ME (früher Milo Junction)                      | Derby ME (früher Milo Junction)                      |
| Abzweig ehemals geradeaus und nach rechts |                      | nach Brownville                                      | nach Brownville                                      |
| Bahnhof (Strecke außer Betrieb) | 54,0                 | South Sebec ME                                       | South Sebec ME                                       |
| Bahnhof (Strecke außer Betrieb) | 61,5                 | East Dover ME                                        | East Dover ME                                        |
| Bahnhof (Strecke außer Betrieb) | 65,0                 | Dover ME BAR Station                                 | Dover ME BAR Station                                 |
| Bahnhof (Strecke außer Betrieb) | 66,4                 | Dover-Foxcroft ME Union Station                      | Dover-Foxcroft ME Union Station                      |
| Bahnhof (Strecke außer Betrieb) | 67,0                 | Foxcroft ME MEC Station                              | Foxcroft ME MEC Station                              |
| Abzweig geradeaus und nach links (Strecke außer Betrieb) |                      | nach Newport                                         | nach Newport                                         |
| Bahnhof (Strecke außer Betrieb) | 73,5                 | Low’s Bridge ME                                      | Low’s Bridge ME                                      |
| Bahnhof (Strecke außer Betrieb) | 77,2                 | Sangerville ME                                       | Sangerville ME                                       |
| Bahnhof (Strecke außer Betrieb) | 78,8                 | Guilford ME                                          | Guilford ME                                          |
| Bahnhof (Strecke außer Betrieb) | 84,1                 | Abbot Village ME                                     | Abbot Village ME                                     |
| Bahnhof (Strecke außer Betrieb) | 88,6                 | Monson Junction ME                                   | Monson Junction ME                                   |
| Abzweig geradeaus und nach rechts (Strecke außer Betrieb) |                      | Monson Railroad (610 mm)                             | Monson Railroad (610 mm)                             |
| Haltepunkt / Haltestelle (Strecke außer Betrieb) | ?                    | Kingsbury ME                                         | Kingsbury ME                                         |
| Bahnhof (Strecke außer Betrieb) | 97,1                 | Parrot ME                                            | Parrot ME                                            |
| Bahnhof (Strecke außer Betrieb) | 101,3                | Blanchard ME                                         | Blanchard ME                                         |
| Bahnhof (Strecke außer Betrieb) | 104,4                | Quarry ME                                            | Quarry ME                                            |
| Bahnhof (Strecke außer Betrieb) | 112,1                | Shirley ME                                           | Shirley ME                                           |
| Kreuzung (Strecke geradeaus außer Betrieb) |                      | Strecke Brookport–Mattawamkeag (Greenville Junction) | Strecke Brookport–Mattawamkeag (Greenville Junction) |
| Kopfbahnhof Streckenende (Strecke außer Betrieb) | 123,2                | Greenville ME                                        | Greenville ME                                        |

Die Bahnstrecke Old Town–Greenville ist eine Eisenbahnstrecke in Maine (Vereinigte Staaten). Sie ist 123,2 Kilometer lang und verbindet die Stadt Old Town mit der Hafenstadt Greenville am Moosehead Lake. Die normalspurige Strecke ist größtenteils stillgelegt, lediglich der etwa 18 Kilometer lange Abschnitt von South Lagrange nach Derby wird heute durch die Central Maine and Quebec Railway ausschließlich im Güterverkehr betrieben.

## Geschichte
Der Norden des Bundesstaats Maine war in den 1860er Jahren noch nicht durch Eisenbahnen erschlossen. In dem Gebiet nordwestlich von Bangor gab es jedoch zahlreiche kleinere Städte sowie den Moosehead Lake, über den sich per Schiff weitere Absatzmöglichkeiten boten. Schließlich wurde die Bangor and Piscataquis Railroad mit dem Ziel gegründet, das Gebiet an das Eisenbahnnetz anzuschließen.
Der erste 65 Kilometer lange Abschnitt der Strecke von Old Town bis Dover ging am 14. Dezember 1869 in Betrieb. Am 20. Dezember 1871 war Guilford erreicht. In Old Town hatte die Bahn Anschluss zur European and North American Railway (E&NAR) in Richtung Bangor. Da die E&NAR eine Spurweite von 5½ Fuß (1676 mm) hatte, wählte auch die Bangor&Piscataquis diese Spurweite, um ihre Züge bis Bangor laufen lassen zu können.
1873 pachtete die E&NAR die Strecke und verlängerte sie am 12. Dezember 1874 bis Abbot Village. Aus wirtschaftlichen Gründen wurde der Pachtvertrag am 2. November 1876 wieder aufgelöst, und die B&P baute kurz danach die ganze Strecke auf Normalspur um. Auch die Hauptstrecke der E&NAR wurde 1877 umgespurt. Die Strecke wurde indes weiter verlängert. Nachdem am 7. Mai 1877 Blanchard erreicht war, wurde die Gesamtstrecke bis Greenville, wo ab 1888 eine Gleiskreuzung mit der International Railway of Maine bestand, am 14. Juli 1884 eröffnet.
1881 entstand in Milo Junction ein Abzweig in Richtung Brownville, an den sich später das Netz der Bangor and Aroostook Railroad (BAR) anschloss. Diese Gesellschaft pachtete die Strecke Old Town–Greenville 1892 und erwarb sie schließlich 1899. Der Abschnitt Old Town–South Lagrange wurde nach 1905 zur Zweigstrecke heruntergestuft, als die direkte Strecke nach Bangor eröffnet wurde. Auf dieser nun als Old Town Branch bezeichneten Strecke endete 1933 der Gesamtverkehr im Zuge der Großen Depression. Nach Greenville gab es bis 1958 noch Personenverkehr. Auf dem mittleren Streckenstück, das inzwischen zur Hauptstrecke der BAR gehörte, fuhren noch bis 1961 Personenzüge. Der Abschnitt Guilford–Greenville wurde 1962, der Abschnitt Derby–Guilford 1964 stillgelegt. Das verbleibende Streckenstück ist noch heute in Betrieb und wird seit 2003 durch die Montreal, Maine and Atlantic Railway (MMA) betrieben, die 2014 unter dem Namen Central Maine and Quebec Railway neu aufgestellt wurde.

## Streckenbeschreibung
Die Strecke beginnt in Old Town, nördlich von Bangor, auf Marsh Island, einer Flussinsel des Penobscot River. Sie verläuft von dort relativ geradlinig nach Nordwesten. Im Stadtgebiet von Old Town ist die ehemalige Trasse vollständig überbaut, nordwestlich der Stadt kreuzt die Trasse das Gelände des Regionalflughafens. Danach überquert die Strecke mehrere Seitenarme des Flusses sowie die Flussinseln Orson Island und Black Island, sodass insgesamt drei größere Brückenbauwerke notwendig waren. Alle diese Brücken sind heute abgerissen, lediglich die Pfeiler sowie die Brückenköpfe sind noch vorhanden. Im weiteren Verlauf führt die Strecke durch ausgedehnte Waldgebiete parallel zur Bennoch Road bis nach South Lagrange, wo später Anschlussstrecken nach Packards und Bangor entstanden. Ab hier ist die Strecke noch vorhanden und in Betrieb. Sie verläuft östlich des Boyd Lake bis nach Derby, wo nach Norden die Strecke in Richtung Brownville abzweigt.
In Derby biegt die nun wieder stillgelegte Strecke nach Westen ab und verläuft am Nordufer des Piscataquis River über die Kreisstadt Dover-Foxcroft bis nach Guilford. Ab hier läuft die Strecke weiter entlang des Flusses nordwestwärts, um in Blanchard nach Norden abzubiegen. Der Fluss mündet bei Greenville in den Moosehead Lake. Hier trifft die Trasse auf die Ost-West-Hauptstrecke der MMA, die niveaugleich gekreuzt wurde. Nach der Gleiskreuzung biegt die Strecke nach Osten ab und endet kurz darauf im Stadtgebiet von Greenville, wo die Trasse heute weitgehend überbaut ist.

## Personenverkehr
Nach der Eröffnung und Übernahme der Northern Maine Seaport Railroad durch die Bangor&Aroostook verlor die Strecke Old Town–South Lagrange ihre Bedeutung als Verbindungsstrecke nach Bangor. Betriebstechnisch wurde dieser Abschnitt ab diesem Zeitpunkt als Old Town Branch geführt und nach dem Fahrplan vom 28. September 1913 durch zwei werktägliche Personenzugpaare bedient, die die Strecke in 35 Minuten durchfuhren. Der Abschnitt South Lagrange–Milo Junction wurde zu einem Teil der Hauptstrecke der Bangor&Aroostook. Hier fuhren 1913 fünf werktägliche Züge. Nach Greenville fuhren zwei Zugpaare, von denen eines Kurswagen nach Bangor führte. Die Fahrzeit Milo Junction–Greenville betrug etwa zwei Stunden.
Nach dem Fahrplan vom 8. Januar 1934 war zu diesem Zeitpunkt der Verkehr zwischen Old Town und South Lagrange bereits eingestellt. Zwischen Derby (früher Milo Junction) und Greenville fuhr nur noch ein werktägliches Zugpaar, das für die Strecke etwa eine Stunde und 50 Minuten Fahrzeit benötigte.